# San Gregorio Matese
San Gregorio Matese là một đô thị ở tỉnh Caserta trong vùng Campania của Ý, có vị trí cách khoảng 60 km về phía bắc của Napoli và khoảng 35 km về phía bắc của Caserta. Tại thời điểm ngày 31 tháng 12 năm 2004, đô thị này có dân số 1.034 người và diện tích là 56,2 km².
San Gregorio Matese giáp các đô thị: Bojano, Campochiaro, Castello del Matese, Letino, Piedimonte Matese, Raviscanina, Roccamandolfi, San Massimo, San Polo Matese, Sant'Angelo d'Alife, Valle Agricola.